# İtalyan, Rum Casusu Çıktı
| Recensione | Giudizio       |
| ---------- | -------------- |
| Ondarock   | Pietra miliare |

İtalyan, Rum Casusu Çıktı (Letteralmente dal turco: Italiano, spia greca espulsa) è il secondo album in studio del gruppo musicale Elio e le Storie Tese, pubblicato nel 1992 da Hukapan/Sony Music.

## Titolo
Il titolo è quello di una notizia comparsa su un quotidiano turco in merito all'arresto di un fotografo italiano, Massimo Rana, scambiato per una spia nel 1991 dalla polizia turco-cipriota. Per più di vent'anni, il titolo è stato erroneamente tradotto come “Il caso della spia italiana mandata dai Greci”, ma nel 2015 Rocco Tanica raccontò di aver scoperto, tramite un barbiere di origini turco-cipriote, che la frase significherebbe "La spia italiana dei greci è stata espulsa".

## Copertina
L'immagine di copertina è una foto di una mezza mucca con le gambe di un uomo; le due gambe umane della mucca sono di Giancarlo Bozzo, come rivelato da Elio durante il bis dell’ultimo live del Tour d'Addio, il 30 giugno 2018 a Barolo. La terzultima pagina del libretto del CD riproduce l'ultima pagina del booklet di Matto come un gatto di Gino Paoli, ma con l'immagine dell'animale capovolta. A questa viene aggiunta una nota del gruppo, totalmente sgrammaticata scritta in pessima grafia, che fa riferimento a un'ipotetica valutazione di Roberto Vecchioni, il quale corregge gli errori presenti nel testo originale.

## Produzione
Esistono due ristampe della Aspirine/Bmg: una versione rimasterizzata del 1994 e una confezione digipack del 2000, contenente anche una traccia video di Servi della gleba.
L'album è dedicato a Paola Tovaglia, che aveva collaborato con il gruppo nell'album precedente.

## Brani musicali
- Rum Casusu è un estratto dal film Rocky V. La frase Se la mucca fa mu, allora il merlo deve fare per forza me, presente nel doppiaggio italiano del film, era stata ispirata dal gruppo stesso, in particolare dalla canzone Nubi di ieri sul nostro domani odierno (Abitudinario).
- Servi della gleba?, questo breve stacco e il seguente Servi della gleba citano rispettivamente In the Flesh? e In the Flesh (due versioni distinte di uno stesso brano dall'album The Wall dei Pink Floyd). Qui è il coro Le Mystère des Voix Bulgares che annuncia gli Elii con un adattamento di un brano di musica popolare bulgara intitolato Pilentse Pee. In realtà l'intro originale di Servi della gleba è inserito come traccia fantasma (da decriptare) alla fine del disco, e sarà normalmente ascoltabile su Del meglio del nostro meglio Vol. 1, nella traccia del brano "ufficiale".
- Servi della gleba parla del servilismo estremo da parte di un uomo verso la donna di cui è innamorato, che lo sfrutta in tutti i modi possibili. È presente una citazione da Una storia disonesta di Stefano Rosso. Durante il pre-ritornello si può sentire una voce campionata che dice "Pam!" (come in Piattaforma e T.V.U.M.D.B.), subito dopo la frase "L'occhio spento, il viso di cemento". Nel brano viene citata anche Canzone triste, di Zucchero Fornaciari. L'arrangiamento del ritornello richiama quello di Stop Loving You dei Toto. Nella telefonata finale la voce è di Faso. La musica nacque dall'unione di due idee differenti: un ritornello composto da Rocco Tanica, e una strofa composta principalmente da Faso ed Elio, con qualche piccolo intervento di Cesareo. Il testo invece fu scritto da Elio e Faso.
- Arriva Elio è il brano che introduceva i concerti nel tour del 1986, composta principalmente da Elio con l'aiuto di Rocco Tanica.
- A Uomini col borsello (Ragazza che limoni sola) hanno collaborato Riccardo Fogli, The Chieftains e Sir Oliver Skardy dei Pitura Freska. Sono citate Piccola Katy dei Pooh (dallo stesso Fogli che rifà il verso a se stesso, nel parlato che rimanda alla versione originale del 1967). Proprio una collaborazione dei Pooh nel brano era desiderata dagli Elii, ma non fu possibile. Altre citazioni rimandano a I Want It All dei Queen, oltre all'attore Ben Turpin, nella ripetizione "finto, finto, finto bue" si può cogliere, per crasi, una citazione da Toffee di Vasco Rossi. Il racconto surreale di Giorgio e Piero, posto a chiusura del pezzo è recitato dal musicista Vittorio Cosma, con sottofondo tratto dal film M. Butterfly di David Cronenberg. La musica fu composta da Cesareo (ritornello) e Rocco Tanica (strofe).
- Il vitello dai piedi di balsa contiene molte citazioni: Golden Slumbers dei Beatles, il tema di Francis Lai del film Love Story di Arthur Hiller, il fischiettio iniziale che richiama l'intro di flauto di Thick as a Brick dei Jethro Tull, The Great Gig in the Sky dei Pink Floyd, A whiter shade of pale dei Procol Harum e la Rapsodia in blu di George Gershwin. In mezzo al brano è inclusa una parte del brano Pulun Vage Sudu Raula Digay dall'album The Los Sri Lanka Parakramabahu Brothers featuring Elio e le Storie Tese. La ripresa dopo la sezione centrale con la batteria fuori tempo è una citazione di Village of the sun di Frank Zappa nella versione live contenuta in You Can't Do That on Stage Anymore, Vol. 2. Alla traccia collabora Enrico Ruggeri nel ruolo del vitello dai piedi di cobalto. Il brano fu composto da Rocco Tanica ed Elio.
- In Cartoni animati giapponesi sono campionate le voci di Vittorio Cosma e Marco Masini, quest'ultimo probabilmente scomponendo le sillabe delle sue canzoni "Vai con lui" e "Ci vorrebbe il mare". Di questa canzone non compare il testo nel libretto, adducendo come scusa che non era ancora pronto al momento della stampa. Anche questo brano, come molti dell'album, fu composto dai soli Rocco Tanica ed Elio.
- Cinquecento è cantata da Cesareo e introdotta da Vittorio Cosma. Il brano è stato inciso velocizzato, per poi rallentarlo in fase di incisione, pertanto Cesareo ha dovuto cantare in una tonalità molto più alta di quella che si sente nel disco. Ecco perché, in certi momenti, si sente il chitarrista in evidenti difficoltà a raggiungere le note più alte, oltre al fatto che la sua voce appare innaturale, come quando si scaricano le pile di un registratore. Concettualmente, il brano è a sua volta parodia di alcuni mini spot dedicati alla nuova versione della utilitaria FIAT, per i quali avevano scritto dei jingle inediti Eugenio Finardi, Enrico Ruggeri e Gino Paoli. La melodia richiama Una lunga storia d'amore, proprio di Gino Paoli, mentre il ritornello è basato sulla melodia de Il mondo di Jimmy Fontana. In sottofondo, la chitarra elettrica suonata con l'EBow cita per un istante il solo di Steve Hackett in Firth of Fifth dei Genesis. Il brano fu composto da Rocco Tanica (che suona la chitarra) ed Elio (che suona il basso).
- In Supergiovane il ruolo del "matusa" è interpretato da Diego Abatantuono, quello del supereroe da Luca Mangoni. È citato lo spot del Crodino e la canzone The Old Landmark cantata da James Brown in Blues Brothers, oltre a numerosi retaggi della generazione di adolescenti a cavallo tra gli anni settanta e ottanta, ad esempio la musica dei Genesis. Il brano, nato in diverse fasi di scrittura, fu opera sostanzialmente di Rocco Tanica ed Elio. Il testo invece fu scritto da Elio e Faso.
- In Essere donna oggi sono citati Even the nights are Better degli Air Supply, Life on Mars? di David Bowie, Perché lo fai? di Marco Masini e Any Downers? di Frank Zappa, oltre al film Ritorno al futuro di Robert Zemeckis. Il ritornello parla di Loretta Goggi, ricordandola nello sceneggiato La freccia nera, che viene anche nominata come esempio inerente al titolo. Nel primo inciso c'è una citazione dal jingle di uno spot di assorbenti igienici, e al contenuto dello stesso, che prevedeva la presenza di una macchina pressatrice che rendeva il prodotto sottovuoto. Nel testo vengono citati il romanzo Piccole donne di L.M. Alcott e la canzone Piccolo uomo di Mia Martini. Vengono anche citate le Trombe di Falloppio, che è anche il nome di un gruppo che in quegli anni ha pubblicato il disco Santi Numi, prodotto da Cesareo. L'arrangiamento della parte finale del brano richiama quello di Only the children dei Toto. Anche l'assolo finale di Cesareo (improvvisato durante una sessione di registrazione) richiama quello di Steve Lukather nel medesimo pezzo. Alla fine, il sottofondo di Rochenrol pam pam è Stairway to Heaven dei Led Zeppelin. Nel breve parlato sono citate Alla fiera dell'est di Angelo Branduardi e L'angelo azzurro di Umberto Balsamo. Feiez suona gli accordi di Smoke on the Water dei Deep Purple. I primi tre quarti della canzone furono composti da Rocco Tanica ed Elio, mentre la coda fu creata appunto da Cesareo dopo che Rocco Tanica gli chiese di creare un finale rock. Cesareo ha dichiarato di essersi ispirato a Bryan Adams. La bassline suonata da Faso nella seconda parte della canzone ricorda per pochi secondi, per via della sua sincope, The Chicken di Jaco Pastorius.
- Pork & Cindy è un omaggio alla sit-com Mork & Mindy. L'assolo di batteria omaggia Moby Dick dei Led Zeppelin e Black Night dei Deep Purple. Sulla coda della canzone, il gruppo esegue anche un breve coro che consiste in un'armonizzazione di gargarismi. Al termine parla in inglese, con voce camuffata, il loro produttore Otar Bolivecic, al secolo Claudio Dentes. La musica fu composta da Elio e Rocco Tanica (che diede anche qualche aiuto nella stesura del testo).
- Pipppero® cita soprattutto Ramaya di Afric Simone, ma anche I Feel Fine dei Beatles, Barbara Ann dei Beach Boys, Bugiardi noi di Umberto Balsamo. Inoltre, la base ritmica è quella di The Power degli Snap!. Molti altri artisti e dischi sono nominati al termine della canzone: Kung Fu Fighting di Carl Douglas, Fly Robin Fly di Silver Convention, Il meglio dei Tavares, Ali Shuffle di Alvin Cash, Disco Inferno di The Trammps, Cerrone, Boney M. con Ma Baker, Daddy Cool, Rasputin, Disco Duck di Rick Dees, Gimme Some di Jimmy "Bo" Horne, Sandokan ed Orzowei degli Oliver Onions, e Cuba dei Gibson Brothers. Il motivo della canzone è preso da 'The Mystery of the Bulgarian Voices' un ensemble di cori di donne bulgare. "Pippero" in bulgaro significa peperone, autocitazione che si ritrova nel testo di Piattaforma e T.V.U.M.D.B. con Giorgia. Questo brano, seppur pieno di campionamenti, nacque da un'idea di Elio sviluppata poi insieme a Rocco Tanica.
- Il vitello dai piedi di balsa reprise con Enrico Ruggeri, preceduta da una chiacchierata con Claudio Bisio, che chiede notizie sulle sorti del vitello. Il sottofondo è Let's All Chant della Michael Zager Band.
- Urna cita Les feuilles mortes di Joseph Kosma su poesia di Jacques Prévert. Sono presenti alcuni versi da Dei sepolcri di Ugo Foscolo. Sono nominati Mauro Bellugi, Gianni Bella e Ufo Robot. Faso ha sempre dichiarato di non amare la versione speed metal di questa canzone, preferendo la versione che si trova nell'album Peerla con un arrangiamento più "soft". La canzone era principalmente opera di Elio, con qualche intervento di Rocco Tanica.
- Arrivederci chiudeva i concerti del 1986. La musica è la stessa di Arriva Elio, composta quindi principalmente da Elio con l'aiuto di Rocco Tanica. I verbi saltare, brasare, fornire, forgiare sono una parodia di Gioca jouer di Claudio Cecchetto.
- In La vendetta del Fantasma Formaggino ritroviamo Diego Abatantuono (qui nel ruolo del Dio della barzelletta). Numerose le citazioni canoro-musicali: il riff di Prisencolinensinainciusol di Adriano Celentano, Sei forte papà, Andavo a cento all'ora e Un mondo d'amore di Gianni Morandi, This Jesus Must Die (dalla Rock Opera Jesus Christ Superstar), Nessuno mai di Marcella Bella, Binario di Claudio Villa, Terra promessa di Eros Ramazzotti e la canzone napoletana I' te vurria vasà, oltre ad un cenno all'inno nazionale italiano. Il gruppo si autocita con campionamenti della Shidzu Version di John Holmes (Una vita per il cinema) e di Ang ang ang, dal primo album del gruppo. La barzelletta del Fantasma Formaggino, a inizio brano, è raccontata, malissimo (ovviamente apposta), da Claudio Bisio agli Elii, che fingono di non capirla. La musica fu composta principalmente da Faso ed Elio (autori anche del testo) con qualche intervento di Rocco Tanica.

- A fine disco, dopo 5-6 secondi di silenzio, c'è una ghost track della durata di pochi secondi che contiene, accelerata, l'introduzione a Servi della gleba (successivamente pubblicata su "Del meglio del nostro meglio Vol.1", registrata nuovamente e riarrangiata) di cui però è regolarmente pubblicato il testo nel booklet.

## Tracce
Testi di Stefano Belisari, eccetto dove diversamente indicato. Gli autori delle musiche sono indicati di seguito.
1. Rum Casusu – 0:21
2. Servi della gleba? – 0:17
3. Servi della gleba – 4:38 (testo: Belisari, Fasani, Meyer – musica: Conforti, Fasani, Belisari, Civaschi)
4. Arriva Elio – 0:56 (Belisari, Conforti)
5. Uomini col borsello (Ragazza che limoni sola) (feat. The Chieftains, Sir Oliver Skardy, Riccardo Fogli) – 5:19 (Civaschi, Conforti)
6. Il vitello dai piedi di balsa (feat. Enrico Ruggeri) – 3:09 (Conforti, Belisari)
7. Cartoni animati giapponesi – 4:20 (testo: Belisari, Conforti – musica: Conforti, Belisari)
8. Cinquecento – 1:34 (testo: Conforti, Belisari – musica: Conforti, Belisari)
9. Supergiovane – 8:24 (testo: Belisari, Fasani – musica: Conforti, Belisari)
10. Essere donna oggi – 7:00 (Conforti, Belisari, Civaschi)
11. Pork e Cindy – 5:09 (testo: Belisari, Conforti – musica: Belisari, Conforti)
12. Pipppero® (feat. Le Mystère des Voix Bulgares) – 4:45 (Belisari, Conforti)
13. Il vitello dai piedi di balsa reprise (feat. Enrico Ruggeri) – 1:31 (Conforti, Belisari)
14. Urna – 4:55 (Belisari, Conforti)
15. Arrivederci – 1:48 (Belisari, Conforti)
16. La vendetta del Fantasma Formaggino – 9:06 (testo: Belisari, Fasani – musica: Fasani, Belisari, Conforti)

## Formazione
- Elio - voce, chitarra ritmica, basso in "Cinquecento"
- Rocco Tanica - tastiere, sintetizzatori, pianoforte, chitarra in "Cinquecento", voce
- Cesareo - chitarre, voce solista in "Cinquecento", voce
- Faso - basso, basso fretless, batteria in "Cinquecento", voce
- Feiez - sassofono, chitarra elettrica, tastiera, voce
- Christian Meyer - Batteria

Altri musicisti
- Curt Cress - batteria
- Le Mystère des Voix Bulgares - cori in Servi della gleba?, Cartoni animati giapponesi, Essere donna oggi, Pipppero® e Urna
- Kalliope:
  - Giancarlo Porro - sax contralto in Servi della gleba e Supergiovane, clarinetto e clarinetto basso in Il vitello dai piedi di balsa
  - Claudio Allifranchini - sax tenore in Servi della gleba e Supergiovane
  - Fernando Brusco - tromba in Servi della gleba e Supergiovane
  - Mauro Parodi - trombone in Servi della gleba e Supergiovane
- Riccardo Fogli - voce in Uomini col borsello (Ragazza che limoni sola)
- The Chieftains in Uomini col borsello (Ragazza che limoni sola):
  - Paddy Moloney - uilleann pipes, tin whistle
  - Derek Bel - arpa, salterio
  - Kevin Connegg - voce, batteria
  - Sean Keane - violino
  - Martin Fay - violino
  - Matt Molloy - flauto
- Sir Oliver Skardy - voce in Uomini col borsello (Ragazza che limoni sola)
- Vittorio Cosma - voce recitante in Uomini col borsello (Ragazza che limoni sola) e Cinquecento
- Enrico Ruggeri - voce in Il vitello dai piedi di balsa e Il vitello dai piedi di balsa reprise
- Luca Mangoni - voce in Il vitello dai piedi di balsa, Supergiovane, Il vitello dai piedi di balsa reprise e La vendetta del Fantasma Formaggino
- Planibel coadiuvato da Christian Meyer - batteria e washboard in Il vitello dai piedi di balsa
- Sting - voce nel brano Il vitello dai piedi di balsa. Indicato come interprete del Vitello dai piedi tonnati, si tratta in realtà di un ospite fittizio, in quanto il suo personaggio non canta mai nel corso del brano
- Diego Abatantuono - voce in Supergiovane e La vendetta del Fantasma Formaggino
- Giampi Alpiani - cori in Supergiovane
- Mino Vergnaghi - cori in Supergiovane
- Lola Faraday - cori in Supergiovane
- Manuela Pedratti - cori in Supergiovane
- Michele Tadini - cori in Supergiovane
- Bulio - cori in Supergiovane, gargarismi corali in Pork & Cindy
- Marco Costa(bravo)ntini - cori in Supergiovane
- Naco - percussioni in Essere donna oggi
- Grazia Verasani - voce in Essere donna oggi
- Donatella Lustra - voce recitante in Essere donna oggi
- Feser - chitarra in Essere donna oggi
- Andrea Musa - voce in La vendetta del Fantasma Formaggino
- Stefano Nosei - voce in La vendetta del Fantasma Formaggino
- Banana - voce in La vendetta del Fantasma Formaggino
- Massimo Riva - voce in La vendetta del Fantasma Formaggino
- Luca Belisari - voce in La vendetta del Fantasma Formaggino
- Cozette Roché - voce in La vendetta del Fantasma Formaggino